# Бієлий Кланаць
45°18′ пн. ш. 15°35′ сх. д. / 45.30° пн. ш. 15.59° сх. д.
Бієлий Кланаць (хорв. Bijeli Klanac) — населений пункт у Хорватії, у Карловацькій жупанії у складі громади Крняк.

## Населення
Населення за даними перепису 2011 року становило 1 осіб.
Динаміка чисельності населення поселення: